# Шербет (мороженое)
Шербе́т, щербе́т, сорбе́т — разновидность фруктово-ягодного мороженого.
Иногда шербет замораживают не полностью и употребляют его в качестве холодного напитка. В этом случае его часто подают между сменой блюд. Полностью замороженный шербет служит десертом и подаётся, как и мороженое, в креманках.

## История
Арабское слово sharbat, обозначающее прохладительный напиток, пришло в Европу в XVI веке через Турцию (sherbet) в несколько изменённом виде. В итальянском языке напиток называется sorbetto (от итал. sorbire медленно потягивать, смаковать), во французском — фр. sorbet. Предположительно, во Францию напиток пришёл из Италии во времена правления Генриха II, взявшего в жены итальянку Екатерину Медичи. В европейских странах напиток подавали только во время празднований, в то время как в Турции и Египте шербет пили часто в качестве освежающего напитка на основе фруктового сока.
В XVII веке французский шербет представлял собой напиток из воды, сахара и лимона. Лишь в XIX веке под названием шербет стали подавать полузамороженный десерт, в который часто добавляли алкоголь, но его по-прежнему скорее пили небольшими глотками, чем ели при помощи ложки.

## Рецепт

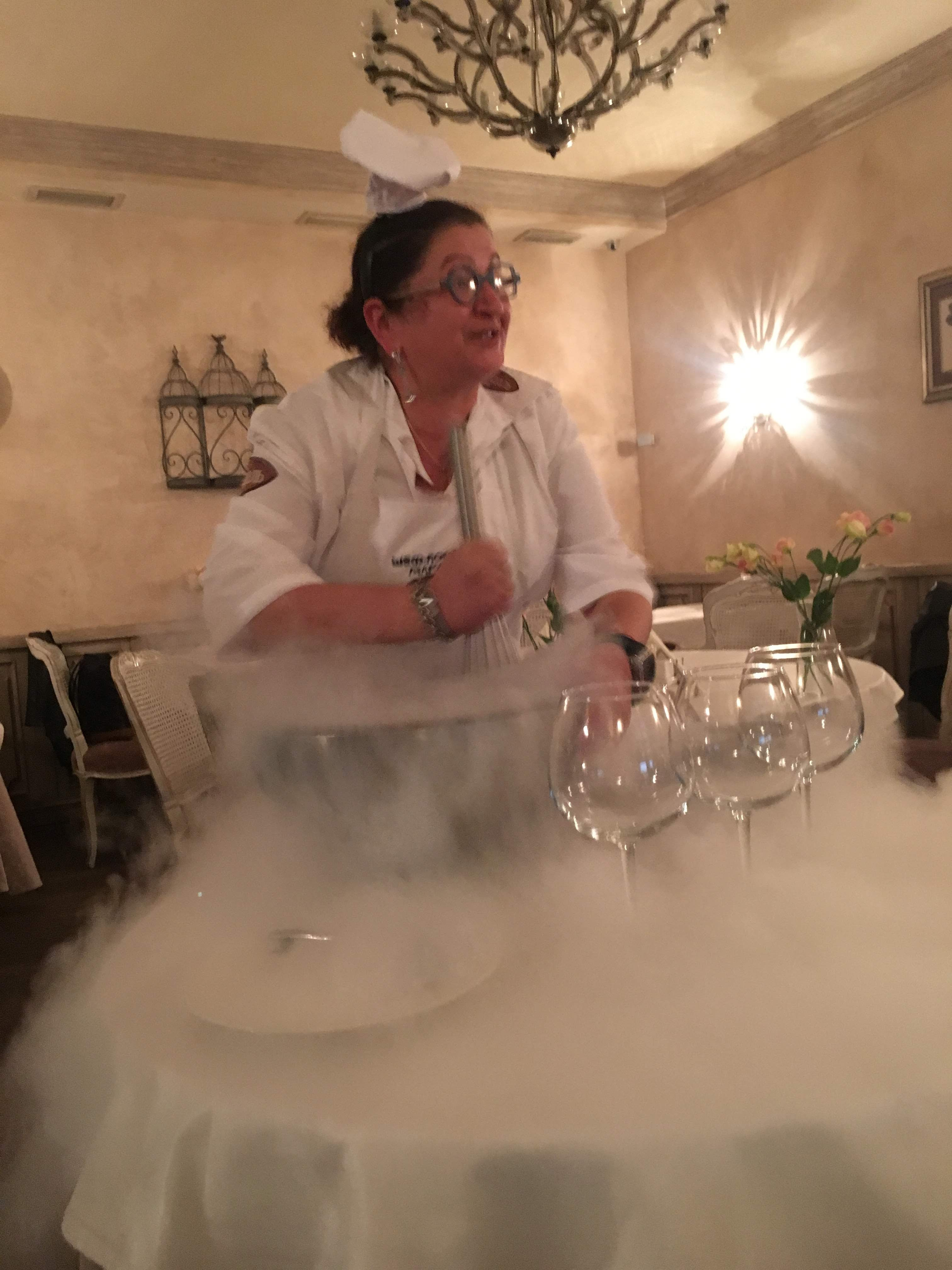
Шеф-повар за приготовлением сорбета с использованием жидкого азота

Фруктовое пюре смешивают с охлаждённым сахарным сиропом и ставят в морозильник. Во время замораживания шербет несколько раз хорошо перемешивают, чтобы избежать образования крупных кристаллов льда. В редких случаях в шербет добавляют сливки, молоко или яйца.
Шербет глинтвейна может быть приготовлен из красного вина, апельсина, лимонов, специй, портвейна и белков. Мускатный щербет готовится с десертным вином, лимонным соком и яичными белками. Кислый щербет также подается в качестве очищающего средства для неба между пряными блюдами.
В некоторых случаях повара при изготовлении щербета для охлаждения используют жидкий азот.